# Herb Nowego Dworu Mazowieckiego
Herb Nowego Dworu Mazowieckiego – jeden z symboli miasta Nowy Dwór Mazowiecki w postaci herbu.

## Wygląd i symbolika
Herb jest trójdzielny w pas: w polu górnym, srebrnym – czerwone, ceglane i blankowane mury miejskie z trzema blankowanymi basztami; każda ma po jednymi pionowym wąskim oknie strzelniczym, a środkowa jest większa od dwóch pozostałych i posiada bramę. W polu środkowym srebrnym siedem fal rzeki Narew, w układzie cztery nad trzema. W polu dolnym, błękitnym – biała, pleciona i związana w krąg chusta, tj. herb Nałęcz.

## Historia
Pierwsza wzmianka o Nowym Dworze pochodzi z dokumentu z roku 1294, gdzie wojewoda mazowiecki, Jan herbu Nałęcz występuje jako właściciel Nowego Dworu.